# Bob Brookmeyer

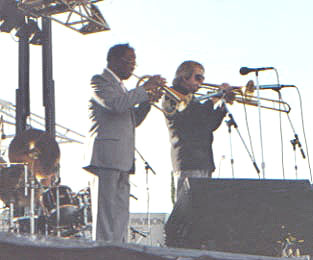
Clark Terry i Bob Brookmeyer podczas Clearwater Jazz Holiday w Tampie (lata 80.)

Robert „Bob” Brookmeyer (ur. 19 grudnia 1929 w Kansas City, zm. 15 grudnia 2011 w New London w stanie New Hampshire) – amerykański puzonista i pianista jazzowy, kompozytor, aranżer i nauczyciel akademicki. Laureat NEA Jazz Masters Award 2006.

Joachim-Ernst Berendt: Jimmy Cleveland, Curtis Fuller i Bob Brookmeyer uchodzą za trzech najwybitniejszych puzonistów z przełomu lat 50. i lat 60.

## Życiorys
Od dzieciństwa interesował się jazzem. Największy wpływ na jego późniejszą drogę artystyczną wywarł Count Basie. Studiował w Kansas City Conservatory of Music, na którym zdobył Nagrodę Carla Busha za kompozycję na chór. Tuż przed ukończeniem studiów wystąpił jednorazowo w zespole Bena Webstera.
Po odbyciu służby wojskowej przeniósł się do Nowego Jorku w końcu lat 40. i rozpoczął zawodową karierę jako pianista w zespołach: saksofonisty i wokalisty, Texa Benekego i perkusisty Mela Lewisa. Następnie występował bez stałego angażu oraz nagrywał płyty z takimi muzykami jak Coleman Hawkins, Pee Wee Russell, Charles Mingus i Gerry Mulligan. W 1952 współpracował z orkiestrami Louisa Primy, Claude’a Thornhilla i Woody’ego Hermana, grywając już także na puzonie wentylowym, który z upływem czasu stał się jego podstawowym instrumentem koncertowym.
W 1953 wyjechał do Kalifornii, gdzie stał się jedną z czołowych postaci stylu West Coast. Był członkiem grupy Stana Getza, z którym już w innych formacjach współpracował przez kilkadziesiąt lat. W 1954 zastąpił Cheta Bakera w kwartecie Gerry’ego Mulligana, zespole, który plasował się wówczas na czołowych miejscach prestiżowych rankingów jazzowych. Występował w nim do 1957, okazjonalnie także jako pianista. Był głównym aranżerem w kwartecie. Brookmeyer w znacznym stopniu wpłynął na kształt artystyczny nagranych w paryskiej Salle Pleyel dwóch płyt kwartetu (1CD), które są zaliczane do jazzowego kanonu fonograficznego.
W latach 1957–1958 grał w grupie Jimmy Giuffre Three (Giuffre, Brookmeyer, Hall). Przy sprzedaży biletów na koncerty tria po raz pierwszy użyto sformułowania, że „w ich cenę wliczone są swobodne improwizacje muzyków”. W 1959 przez krótki czas współpracował z pianistą Billem Evansem, nagrywając z nim płytę The Ivory Hunters (obaj grali na fortepianach). Na początku 1960 powrócił do pracy z Mulliganem, żeby jako współlider, aranżer i puzonista, prowadzić Gerry Mulligan Concert Jazz Band, orkiestrę, dzięki której zyskał możliwość pełnego ujawnienia swojego wszechstronnego talentu muzycznego. Brookmeyer pozostał zawodowym partnerem Mulligana aż do śmierci saksofonisty, prywatnie będąc jego przyjacielem.
W sierpniu 1961 sformował kwintet wraz z Clarkiem Terrym. Zespół cieszył się dużym powodzeniem i regularnie koncertował do 1966, a okazjonalnie aż do lat 2000. Pracując z Terrym, Brookmeyer w 1965 przyjął angaż do orkiestry Thada Jonesa i Mela Lewisa, w której pełnił kluczową rolę przede wszystkim jako aranżer i kompozytor.
Od 1968 pracował w studiach nagraniowych na Zachodnim Wybrzeżu Stanów Zjednoczonych i wiele koncertował u boku najwybitniejszych reprezentantów jazzowego mainstreamu. Występował na całym świecie, pojawiając się m.in. na warszawskim Jazz Jamboree ’78 w sekstecie Stana Getza. W 1980 został kierownikiem muzycznym Mel Lewis and the Orchestra i zajął się także działalnością edukacyjną, wykładając w Manhattan School of Music. Rok później podjął pracę w Europie, komponując i aranżując muzykę na zamówienia otrzymane z Kolonii i Sztokholmu. Prowadził także Big Band Jazzowy Duńskiego Radia. W 1988 został dyrektorem zainicjowanego przez siebie, a zorganizowanego przez BMI (Broadcast Music Incorporated), pierwszego Warsztatu Kompozytorów Jazzowych (ang. BMI Jazz Composers Workshop). W 1991 przeniósł się do Holandii, skąd otrzymał propozycję utworzenia, nowatorskiej pod względem metod nauczania, szkoły kompozycji i improwizacji jazzowej. Przedsięwzięcie jednak nie doszło do skutku i Brookmeyer powrócił do Stanów Zjednoczonych. Zamieszkawszy w stanie New Hampshire, objął katedrę na Wydziale Kompozycji Jazzowej w bostońskim New England Conservatory of Music.
W 1999 założył osiemnastoosobową New Art Orchestra, złożoną z młodych muzyków, m.in. Europejczyków, z którymi wcześniej pracował podczas trzech edycji Schleswig-Holstein Musik Festival. Orkiestra nagrała trzy płyty. Wydana w 2006 Spirit Music otrzymała nominację do nagrody Grammy.

## Dyskografia

### Jako lider
- 1954 Quintets (Vogue)

Bob Brookmeyer Plays Bob Brookmeyer and Some Others (Clef Records)
- 1956 Brookmeyer (RCA)
- 1957 Traditionalism Revisited (Blue Note)
- 1959 Bob Brookmayer & Bill Evans • The Ivory Hunters (United Artists Records)
- 1960 The Blues Hot and Cold (Verve)
- 1962 Bob Brookmeyer • Trombone Jazz Samba (Verve)
- 1964 Revelation (New Jazz)
- 1965 Bob Brookmeyer and Friends (Columbia)
- 1979 Jim Hall - Bob Brookmeyer • Live at the North Sea Jazz Festival (Challenge)
- 1986 Oslo (Concord)
- 1988 Back Again (Dragon)
- 1991 Electricity (ACT)
- 1993 Paris Suite (Challenge)
- 1997 New Works/Celebration (Challenge)
- 1998 Out Of This World (Koch Records)

Together (Challenge)
- 1999 Madly Loving You (Challenge)

The Bob Brookmeyer Small Band • Live at Sandy's Jazz Revival, July 28-29, 1978 (DCC)
Bob Brookmeyer New Art Orchestra • New Works Celebration (Challenge)
- 2000 Holiday (Challenge)
- 2002 Stan Getz & Bob Brookmeyer • Recorded Fall 1961 (UMVD)

Get Well Soon (Challenge)
- 2004 Island (Artists House)

Bob Brookmeyer New Art Orchestra • Get Well Soon (Challenge)
- 2005 Bob Brookmeyer • Mosaic Select (3CD) (Mosaic)

Clark Terry/Bob Brookmeyer Quintet • Complete Studio Recordings (Lonehill Jazz Spain)
- 2006 Bob Brookmeyer New Art Orchestra • Spirit Music (ArtistShare)
- 2007 Kansas City Sounds (Fresh Sounds Spain)

Zoot Sims & Bob Brookmeyer • Streching Out (Jazz Beat Records)
- 2008 The Modernity of Bob Brookmeyer • The 1954 Quartets (Lonehill Jazz Spain)
- 2009 The Blues Hot & Cold/7 X Wilder (Lonehill Jazz Spain)

The Dual Role of Bob Brookmeyer (Fantasy Records)
Music for String Quartet & Orchestra (Challenge)
- 2010 Portrait of the Artist Bob Brookmeyer (Fresh Sound Records)

Bob Brookmeyer/Zoot Sims Quintet • Tonite's Music Today + Whooeeee (101 Distribution)
- 2011 Standards • Brookmeyer and the New Art Orchestra (ArtistShare)

### Jako sideman
Z Mannym Albamem
- 1962 Jazz Goes to the Movies (Impulse!)

Z zespołem Arkadia Jazz All Stars
- 1998 Thank You, Gerry! (Arkadia Records)

Z Alem Cohnem
- 2005 Al Cohn Quintet Featuring Bob Brookmeyer (1956) (Verve)

Z Stanem Getzem
- 1978 Academy of Jazz featuring Stan Getz & Bob Brookmeyer (Poljazz)
- 2009 At the Shrine (Verve)

Z Garym McFarlandem i Clarkiem Terrym
- 1965 Tijuana Jazz (Impulse!)

 Z Gerrym Mulliganem
- 1990 Gerry Mulligan Quartet at Storyville (Blue Note)
- 1999 Gerry Muligan Quartet • Salle Pleyel, Paris, June 1, 1954 (Giants of Jazz)
- 2000 Gerry Mulligan and the Concert Jazz Band, Zurich 1960 (Swiss Radio Days Jazz Series, vol. 12) (TCB Music)
- 2005 California High School (Back Up)
- 2006 Live at the Olympia, Paris 1960 (Gambit Spain)

Original Sextet (Lonehill Jazz Spain)
- 2010 Rare & Unissued 1955-56 Broadcasts (Rare Live Recordings)

Z Michelem Petruccianim
- 1998 Both Worlds (Dreyfus)

Z big-bandami Woody’ego Hermana i Thada Jonesa/Mela Lewisa
- 2001 Woody Herman & his Swinging Herd/Thad Jones-Mel Lewis Orchestra (Koch Records)